# أيج أوف إمبايرز 3: ذي أيجن داينستيز
عصر الإمبراطوريات 3: السلالات الآسيوية (بالإنجليزية: Age of Empires III: The Asian Dynasties)، هي حزمة التطوير الثانية للعبة استراتيجية الوقت الحقيقي أيج أوف إمبايرز 3. تم تطويرها من طرف إنسمبل ستوديوز مطور سلسلة أيج أوف إمبايرز ونهضة الأمم ومن تطوير أيضاً بيج هيوج جيمز.